# Nola infuscatalis
Nola infuscatalis är en fjärilsart som beskrevs av De Toulgoët 1961. Nola infuscatalis ingår i släktet Nola och familjen trågspinnare. Inga underarter finns listade i Catalogue of Life.